# Système d'armes

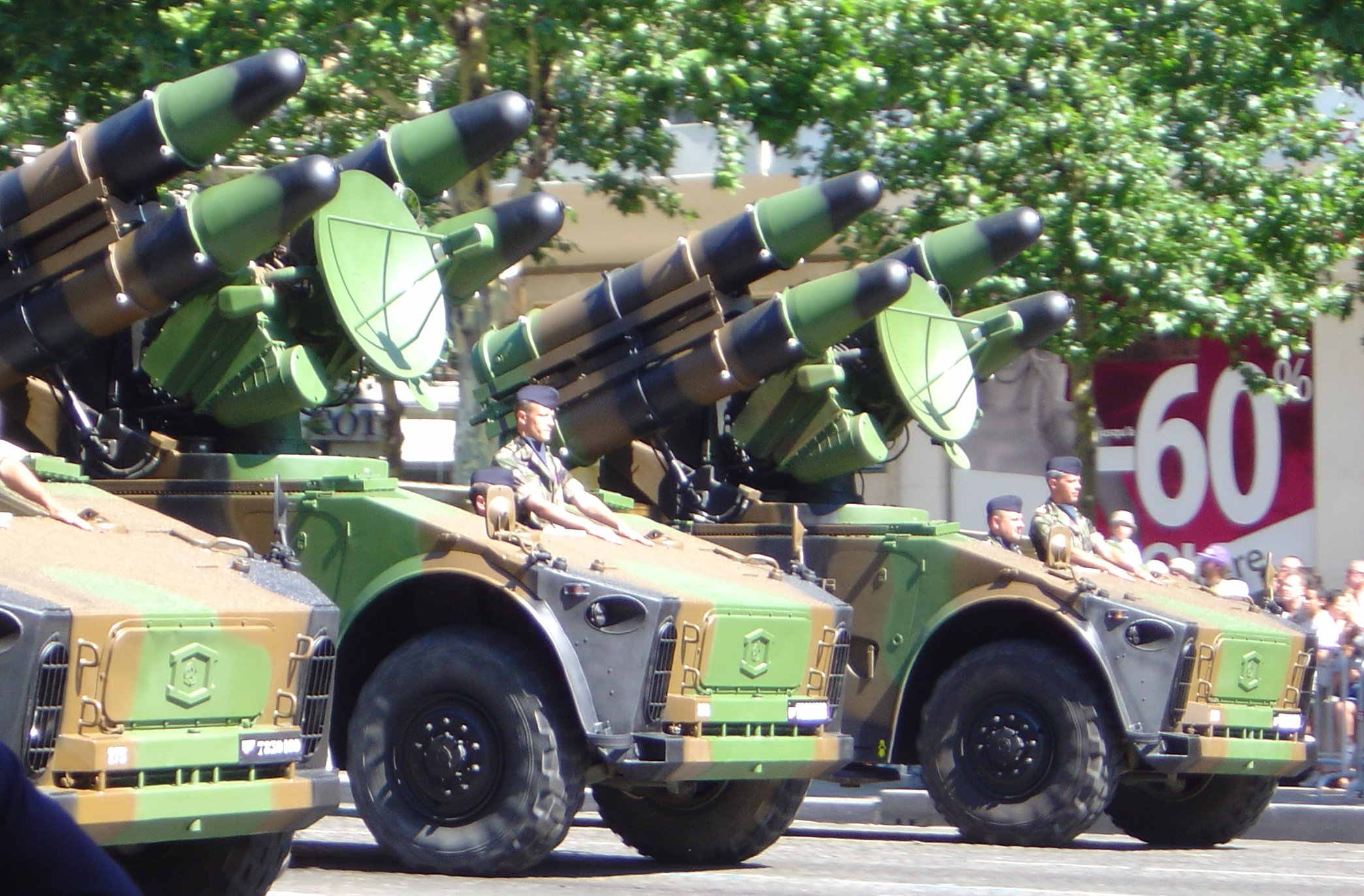
Système de défense antiaérien Crotale intégrant un système de contrôle, un radar, et quatre missiles

Le terme systèmes d'armes désigne l'ensemble des dispositifs mécaniques, électroniques et/ou logiciels permettant aux militaires la réalisation d'une mission et la mise en œuvre d'un armement de façon autonome (identification, localisation, désignation d'objectif, préparation du tir, tir, guidage...) ou coordonnées (communication, liaison de données tactiques...). Il peut être fixe ou embarqué sur un véhicule terrestre, navire ou aéronef militaires.
Les systèmes d'armes sont par exemple utilisés pour le guidage d'un missile ou un chargement de munition.
Un armement est qualifié de système d'armes lorsqu'il intègre différents équipements pour fonctionner (capteurs, électronique, communication...). Aujourd'hui la majorité des armes de guerre, peuvent être considérées comme des systèmes d'armes.

## Histoire

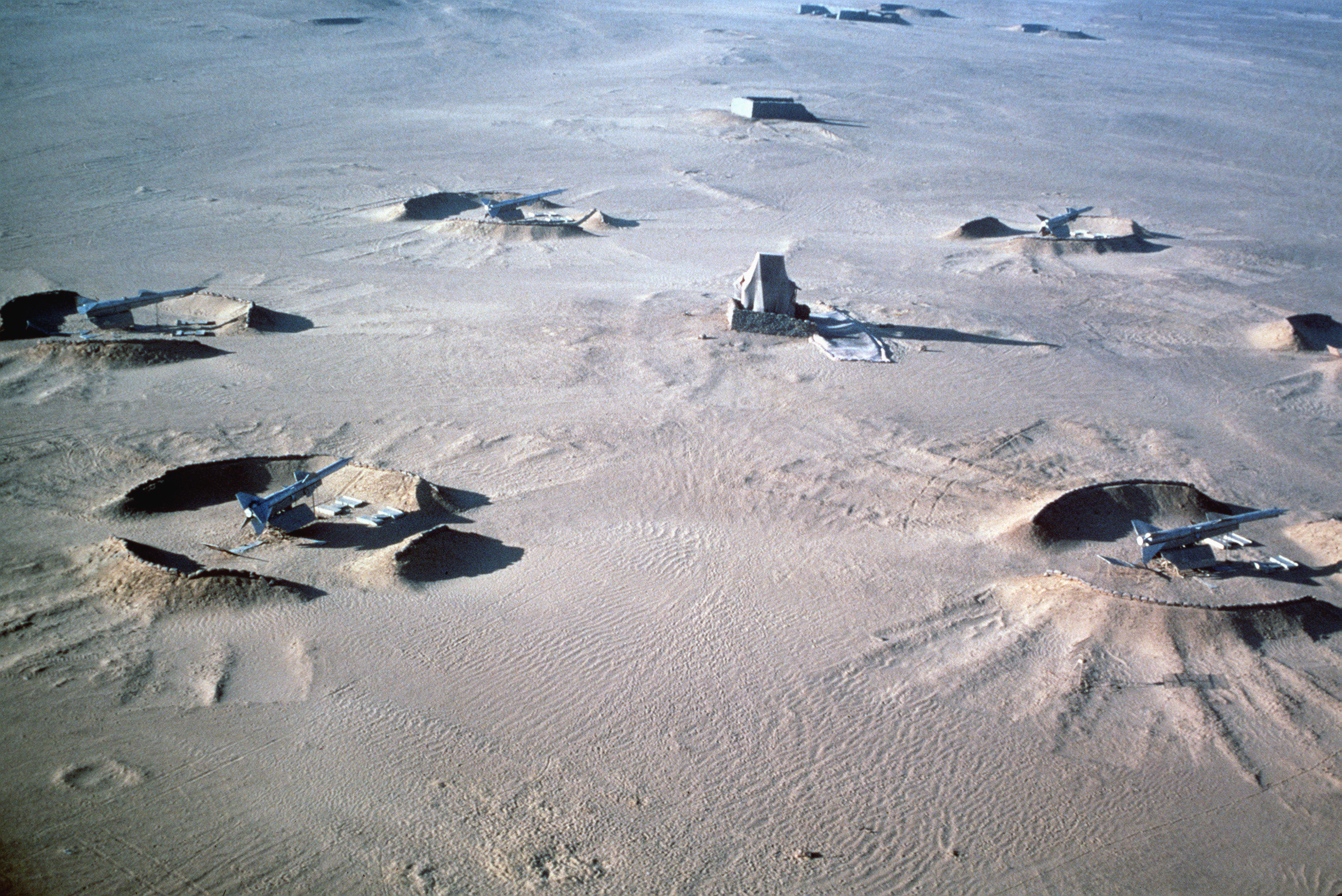
Batterie de missiles S-75 Dvina avec son radar au centre et ses 6 rampes de lancement.

Les premiers systèmes d'armes apparaissent avec les premiers radars au début de la Seconde Guerre mondiale, notamment pour la défense antiaérienne. Un des premiers exemples, au début des années 1940, est l'utilisation conjointe par la Luftwaffe d'un canon antiaérien guidé par un Radar Würzburg, ce regroupement cohérent (portée de détection et portée des armements) est perfectionné au sein de la Ligne Kammhuber par l'ajout d'un Radar Freya, celui-ci, moins précis mais de portée de détection plus grande assure la surveillance pour plusieurs batteries antiaériennes. Ces composants sont reliés par un réseau de communication (téléphone ou radio) et équipés de radios à onde courte permettant la coordination et le guidage des chasseurs .
Après la Seconde Guerre mondiale et la conception des premiers missiles antiaériens, le principe d'associer radars et batteries antiaériennes se développe, avec par exemple, vers la fin des années 1950, le système soviétique S-75 Dvina.

## Composants
Les systèmes d'armes peuvent être composés de différents éléments également appelés sous-systèmes :
- Capteurs (Radar, optronique...)
- Moyens de communication (radio, Liaison 16, communications satellites...)
- Système d'information permettant la coordination avec d'autres unités (gestion de l'espace aérien, gestion de la mission...)
- Système de conduite de tir permettant l'utilisation des bombes, missiles ou d'un canon (prévision des trajectoires, contrôle ou guidage de l'armement...)
- Les dispositifs mécaniques permettant l’éjection ou le tir de l'armement
- Munitions (bombe, obus, missile)
- Dispositif de guerre électronique (contre-mesure et brouilleur, mesures de soutien électronique...)

Ces équipements peuvent être construits par différents industriels. L'industriel chargé de la construction du système d'arme est appelé intégrateur ou architecte système.

## Missions
Un système d'arme ne se cantonne pas seulement à l'utilisation d'un armement mais également à toutes les phases d'une opération militaire telles que la planification, coordination, reconnaissance et identification (ISTAR) mettant en œuvre différents équipements et capteurs.

## Exemples

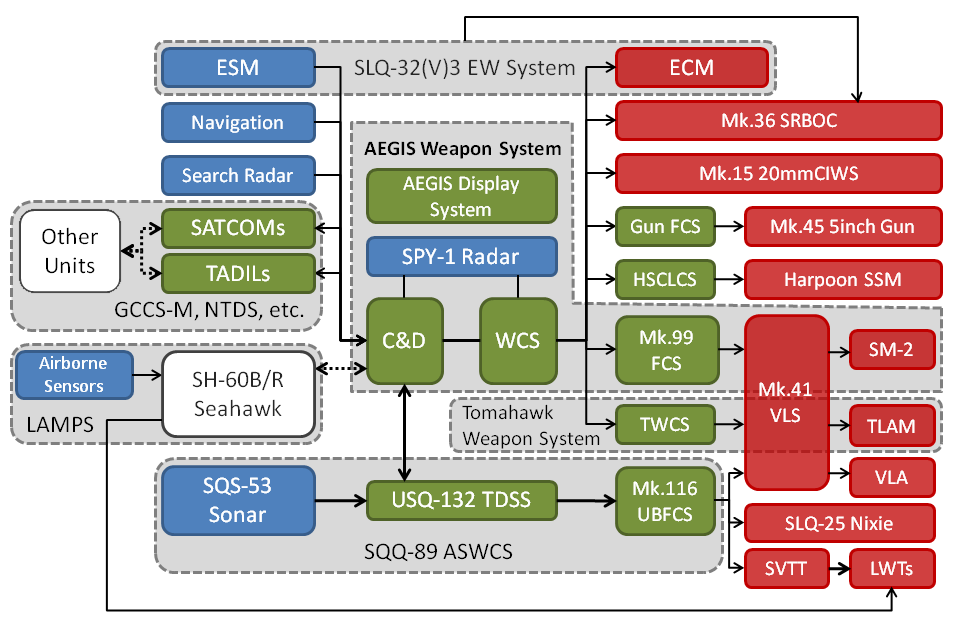
Schéma d'architecture du système Aegis

Pour un avion de chasse moderne ou un navire de guerre, le système d'armes désigne l'ensemble des capteurs, système informatique de gestion de la mission et armements dont il est équipé. Les systèmes destinés au pilotage de l'aéronef ou à la navigation ne font pas partie du système d'armes. Toutefois, sur un aéronef militaire moderne, et en particulier lorsque l'équipage est réduit au seul pilote, les systèmes de visualisation affichent conjointement des informations en provenance du système d'armes et des systèmes de pilotage et navigation.
Pour les armements terrestres, on désigne comme système d'armes l'ensemble des véhicules, capteurs, informatique de contrôle et armements conçus pour réaliser une mission. Il peut s'agir d'un seul véhicule comme pour un char de combat ou plusieurs véhicules pour un système de défense sol-air (exemple système SAMP-T ).